# Muhammad Alwani Al-Sharif
Muhammad Alwani Al-Sharif (arabisch محمد علواني الشريف) ist der Leiter der Europäischen Akademie für Islamische Kultur und Wissenschaften (الأكاديمية الأوروبية للثقافة والعلوم الإسلامية، بوركسل; kurz: Dar Al Hikmah) in Brüssel, Belgien. 
Er war einer der 38 Unterzeichner des Offenen Briefes islamischer Gelehrter an den römisch-katholischen Papst Benedikt XVI.
Er war einer der 138 Unterzeichner des offenen Briefes Ein gemeinsames Wort zwischen Uns und Euch (englisch A Common Word Between Us & You), den Persönlichkeiten des Islam an „Führer christlicher Kirchen überall“ (englisch Leaders of Christian Churches, everywhere …) sandten (13. Oktober 2007).